# 1947 في أستراليا
فيما يلي قوائم الأحداث التي وقعت خلال عام 1947 في أستراليا.

## رياضة
- 1 يناير – البطولات الأسترالية 1947

## مواليد

### يناير
- 24 يناير – لين بيل سبّاحة أسترالية.

### فبراير
- 1 فبراير – كارين كرانتزكي لاعبة كرة مضرب أسترالية.

### مارس
- 11 مارس – آنا ستيوارت

### أبريل
- 19 أبريل – جيليان جونز ممثلة أسترالية.

### مايو
- 25 مايو – جاكي ويفر

### يونيو
- 23 يونيو – بريان براون ممثل أسترالي.

### يوليو
- 28 يوليو – بيتر كوسجروف عسكري أسترالي.

### أغسطس
- 7 أغسطس – كيري ريد لاعبة كرة مضرب أسترالية.
- 17 أغسطس – جون سيموند

### أكتوبر
- 1 أكتوبر – كيت فيتزباتريك ممثلة أسترالية.
- 29 أكتوبر – كارول بورنس

### ديسمبر
- 8 ديسمبر – غراهام فاركوهار فيزيائي أسترالي.

## وفيات

### نوفمبر
- 7 نوفمبر – ويليام إرنست كوك (مواليد 1863) عالم فلك أسترالي.